# Oreoweisia tunariensis
Oreoweisia tunariensis är en bladmossart som beskrevs av Theodor Carl Karl Julius Herzog 1916. Oreoweisia tunariensis ingår i släktet alpmossor, och familjen Dicranaceae. Inga underarter finns listade i Catalogue of Life.